# Ясень-Каменка
Ясень-Каменка (бел. Ясень-Каменка) — деревня в Бобруйском районе Могилёвской области Беларуси. Входит в состав Горбацевичского сельсовета.

## География
Деревня находится в юго-западной части Могилёвской области, при автодороге Н-10085, на расстоянии приблизительно 15 километров (по прямой) к западо-северо-западу от города Бобруйска, административного центра района. Абсолютная высота — 154 метра над уровнем моря. Площадь населённого пункта — 0,4277 км².

## История
Деревня известна с XIX века.
По состоянию на 1907 год, в Каменке Ясенской имелось 36 дворов и проживало 324 человека. В административном отношении входила в состав Горбацевичской волости Бобруйского уезда Минской губернии.
До 20 ноября 2013 года входила в состав Осовского сельсовета.

## Население
По данным переписи 2019 года, в деревне проживало 18 человек.
| Год  | Население, человек |
| ---- | ------------------ |
| 1897 | 254                |
| 1907 | ↗ 324              |
| 1917 | ↗ 390              |
| 1959 | ↘ 254              |
| 1970 | ↘ 202              |
| 1986 | ↘ 111              |
| 2007 | ↘ 36               |
| 2009 | ↘ 27               |
| 2019 | ↘ 18               |